# Onursal Uraz
Onursal Uraz (* 1. Januar 1944 in Ankara; † 24. Juli 2021) war ein türkischer Fußballspieler.

## Karriere

### Im Verein
Onursal Uraz begann seine Karriere in der Saison 1962/63 bei Gençlerbirliği Ankara. Nach bereits einem Jahr verließ Uraz Gençlerbirliği und wurde Spieler von Hacettepe. Dort gehörte von seiner ersten bis zur letzten Saison zu den Stammspielern. In vier Spielzeiten kam der Mittelfeldspieler zu 104 Ligaspielen und erzielte neun Tore.
Es folgten einjährige Engagements bei Galatasaray Istanbul und Şekerspor. In der Saison 1969/70 gelang es Uraz mit seinem neuen Arbeitgeber Karşıyaka SK der Aufstieg in die 1. Liga. Sein letzter Vereinswechsel war im Sommer 1971 zu Balıkesirspor. Dort spielte er bis zum Ende der Saison 1973/74 und beendete anschließend seine Karriere.

### In der Nationalmannschaft
Uraz spielte für die türkische U-18 und U-21. Des Weiteren kam er viermal für die türkische Fußballnationalmannschaft zum Einsatz.

## Erfolg
Karşıyaka SK
- Zweitligameister: 1970